# Präsidentschaftswahl in Tadschikistan 2013

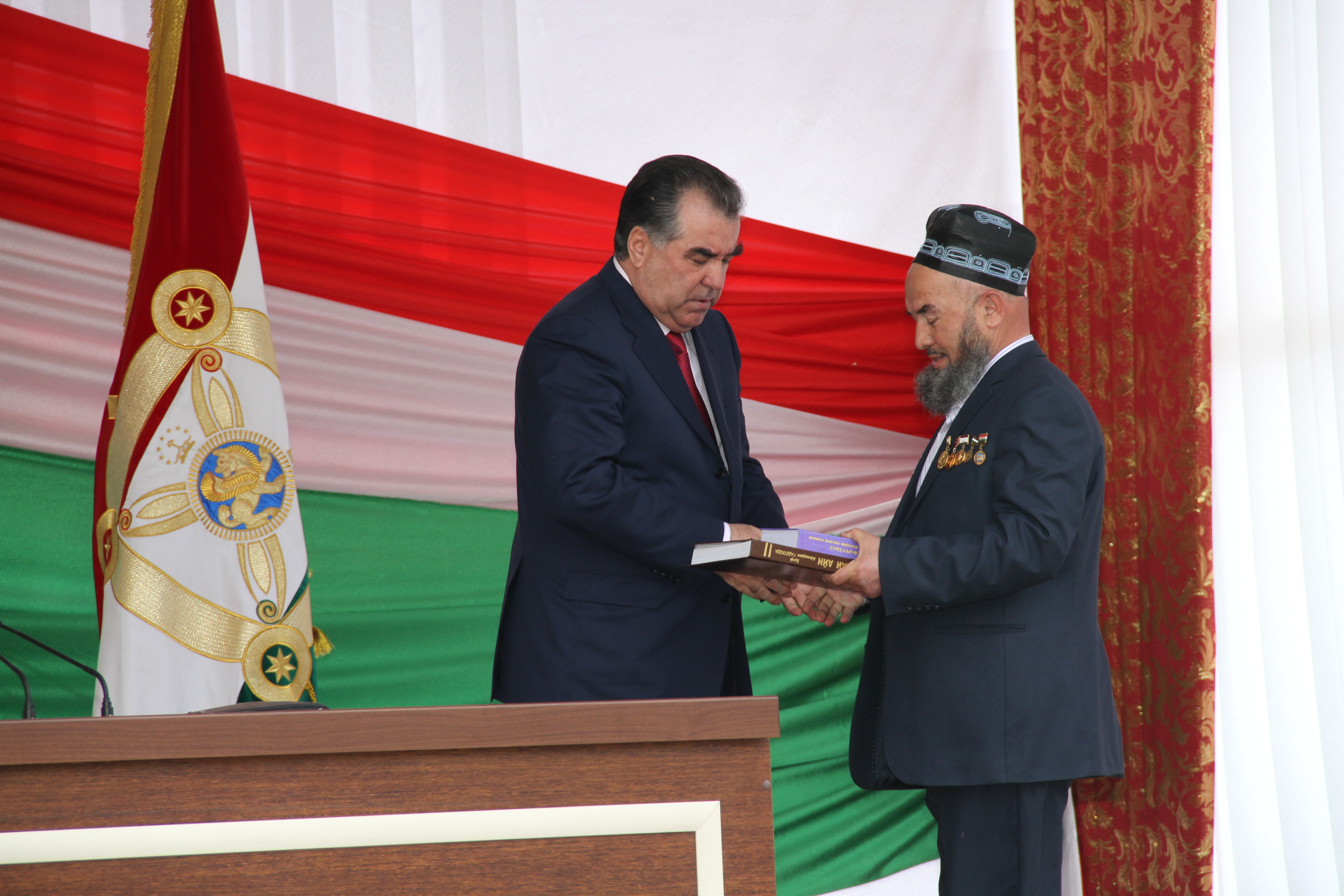
Der alte und neue Präsident Emomalij Rahmon (links)

Die Präsidentschaftswahl in Tadschikistan 2013 fand am 6. November 2013 statt. Mit 83,07 % der Stimmen ging Emomalij Rahmon, der seit 1994 Präsident Tadschikistans ist, als Sieger aus der Wahl hervor. Auf Grund des Fehlens eines ernstzunehmenden Gegenkandidaten war Rahmons Wiederwahl bereits vor der Wahl erwartet worden, oppositionelle Kandidaten wurden zu der Wahl nicht zugelassen oder boykottierten diese.

## Hintergrund
Nachdem Präsident Rahmon am 6. November 2006 mit 79,3 % im Amt des Präsidenten bestätigt wurde, endete seine Amtszeit nach sieben Jahren im November 2013, sodass erneut Präsidentschaftswahlen durchgeführt wurden. Die erneute Kandidatur des Präsidenten Rahmon wurde erst durch eine Verfassungsreform aus dem Jahr 2003, die Rahmon von der Beschränkung auf zwei siebenjährige Amtszeiten entband, möglich. Für ein gültiges Ergebnis muss die Wahlbeteiligung bei der Präsidentschaftswahl bei mindestens 50 % liegen, die Zulassung von Kandidaten erfolgte, wenn diese Unterschriften von 210.000 Unterstützern, circa 5 % der wahlberechtigten Bürger, aufweisen konnten.

## Kandidaten
Neben dem Amtsinhaber traten fünf weitestgehend unbekannte Gegenkandidaten an. Diese äußerten im Wahlkampf keine Kritik am Präsidenten Rahmon und wurden zu keinem Zeitpunkt als ernsthafte Herausforderer des langjährigen Staatsoberhaupts angesehen:
- Emomalij Rahmon, Volksdemokratische Partei Tadschikistans
- Ismail Talbakow, Kommunistische Partei Tadschikistans
- Talibek Buhariyew, Agrarpartei
- Alim Babayew, Wirtschaftsreformpartei
- Abduhalim Gaffarow, Sozialistische Partei Tadschikistans
- Saidcafar Ismanow, Demokratische Partei Tadschikistans

Die Menschenrechtsaktivistin und Oppositionelle Oinikhol Bobonazarova von der Islamische Partei der Wiedergeburt Tadschikistans wurde nicht zur Wahl zugelassen, da sie den Behörden zufolge nur 201.236 Unterschriften eingereicht habe und damit 8.764 zu wenig für die Zulassung zur Präsidentschaftswahl. Seitens der Oppositionspartei wurde die Behinderung der Kampagne durch lokale Behörden als Grund für das Scheitern der Kandidatin angesehen. Als Konsequenz aus dieser Behinderung kündigte die Islamische Partei der Wiedergeburt Tadschikistans an, sich nicht an der Wahl beteiligen zu wollen.
Mit der sozialdemokratischen Partei hatte bereits eine weitere Oppositionspartei den Boykott der Wahl angekündigt, sie führte mangelnde Transparenz, systematische Wahlfälschung und die Verletzung der Verfassung als Gründe für diesen Schritt an.

## Kampagne
Der Wahlkampf war geprägt von dem Fehlen einer ernstzunehmenden Opposition. So wurde im gesamten Wahlkampf nahezu keine Kritik am langjährigen Präsidenten laut. Beobachter der Organisation für Sicherheit und Zusammenarbeit in Europa beklagen das Fehlen einer politischen Debatte. Im staatlichen Fernsehen wurde den Kandidaten in Nachrichten- und Politiksendungen zwar die gleiche Rede- und Sendezeit zugestanden, gleichzeitig wurde aber die tendenziös-positive Berichterstattung über den Amtsinhaber und sein Wirken fortgesetzt. Zudem wurde Rahmon die Nutzung staatlicher Gelder für seinen Wahlkampf vorgeworfen.

## Ergebnis
| Kandidaten         | Parteien                                 | Stimmen   | %    |
| ------------------ | ---------------------------------------- | --------- | ---- |
| Emomalij Rahmon    | Volksdemokratische Partei Tadschikistans | 3.157.253 | 84,2 |
| Ismail Talbakow    | Kommunistische Partei Tadschikistans     | 184.653   | 4,9  |
| Talibek Buhariyew  | Hizbi agrarii Toçikiston                 | 168.313   | 4,5  |
| Alim Babayew       | Hizbi islohoti iqtisodii Tojikiston      | 143.231   | 3,8  |
| Abduhalim Gaffarow | Hizbi Sotsialistii Tojikiston            | 55.516    | 1,5  |
| Saidcafar Ismanow  | Hizbi Demokratii Tojikiston              | 39.334    | 1,0  |
| Gesamt             | Gesamt                                   | 3.748.300 | 100  |
|                    |                                          |           |      |
| Ungültige Stimmen  | Ungültige Stimmen                        | 39.403    | 1,0  |
| Wähler             | Wähler                                   | 3.787.703 | 90,2 |
| Wahlberechtigte    | Wahlberechtigte                          | 4.201.156 |      |
|                    |                                          |           |      |
| Quelle: OSZE       |                                          |           |      |

## Bewertung
Die Präsidentschaftswahl in Tadschikistan wurde von Beobachtern erneut als nicht frei und fair eingestuft. Die Beobachter der OSZE kritisierten den Mangel an ernstzunehmenden Gegenkandidaten und politischem Pluralismus. Auch formal erfüllte die Wahl nicht die Ansprüche der OSZE; da in Ermangelung eines zentralen Wählerregisters die Verhinderung von doppelter Stimmabgabe nicht effektiv vorgenommen werden konnte. In den Wahllokalen verlief der Wahltag weitestgehend geordnet und friedlich ab, Beobachter stellten aber Wahlrechtsverstöße wie die Wahl in Gruppen oder die Öffnung von Wahlurnen fest.